# Рудзинец (гмина)
Рудзинец (пол. Rudziniec) — сельская гмина (волость) в Польше, входит как административная единица в Гливицкий повет, Силезское воеводство. Население — 10 692 человека (на 2004 год).

## Демография
| Перепись                       | Всего   | Всего | Женщины | Женщины | Мужчины | Мужчины |
| ------------------------------ | ------- | ----- | ------- | ------- | ------- | ------- |
| Единицы                        | человек | %     | человек | %       | человек | %       |
| Население                      | 10 692  | 100   | 5499    | 51,4    | 5193    | 48,6    |
| Плотность населения (чел./км²) | 66,7    | 66,7  | 34,3    | 34,3    | 32,4    | 32,4    |

## Солецтва
1. Бойшув
2. Быцина
3. Видув
4. Жечице
5. Клещув
6. Ланы
7. Лигота-Лабендзка
8. Лонча
9. Невеше
10. Некармя
11. Плавнёвице
12. Понишовице
13. Рудзинец — центр гмины
14. Рудно
15. Слупско
16. Тацишув
17. Хехло